# Браунинг, Роберт Баррет
Ро́берт Ви́дман Ба́рретт Бра́унинг (англ. Robert Wiedeman Barrett Browning; 9 марта 1849, Флоренция — 8 июля 1912, Азоло, Венеция), более известный как Пен Бра́унинг (англ. Pen Browning) — английский художник. 

## Биография

### Детство и образование
Браунинг был единственным ребенком поэтов Роберта Браунинга и Элизабет Барретт Браунинг. Браунинги прожили в Италии три года, прежде чем родился их сын во Флоренции. Его мать, у которой случился выкидыш в трех предыдущих беременностях, описала его как «настолько толстого, розового и сильного, что я почти скептически отношусь к тому, что он мой ребенок».
Браунинг получил образование у своего отца и частных репетиторов в доме Браунингов во Флоренции, а после смерти матери в 1861 году он продолжил обучение в Лондоне. После этого он отправился в Крайст-Черч в Оксфорде, где ему очень нравилась спортивная сторона студенческой жизни: он любил плавать, заниматься греблей, фехтовать, ездить верхом и боксировать.  Однако, он не стал заниматься академическим обучением и ушел, не получив степени. Воодушевленный своим другом, художником Джоном Эвереттом Милле, Браунинг стал изучать живопись и скульптуру в Антверпене и Париже. Среди его учителей был Огюст Роден, а среди его сокурсников был Джон Сингер Сарджент.

### Совершеннолетие
Работы Браунинга были хороши, но его склонность к рисованию обнаженной натуры не способствовала продажам в викторианской Англии. Несмотря на это, он добился успеха, отчасти, благодаря постоянным усилиям своего отца по продвижению его работ. Он выставлялся в Королевской академии, галерее Гросвенор, Парижском и Брюссельском салонах.
В октябре 1887 года Браунинг женился на американской наследнице Фанни Коддингтон (1853–1935). Они купили и отреставрировали Ка-Реццонико, один из дворцов на Большом канале в Венеции. Не имея необходимости получать доход от рисования, Браунинг продолжал рисовать для удовольствия до конца своей жизни, пока плохое зрение, не смогло помешать ему. В октябре 1889 года Роберт Браунинг посетил своего сына и невестку в Ка-Реццонико. Во время этого пребывания Роберт заболел и умер в декабре 1889 года Браунинг и Фанни позаботились о осиротевших детях и родственниках Роберта, в том числе о его сестре Сарианне и семейных слугах, которые переехали к ним в Венецию.
Браунинг и Фанни, у которых не было детей, постепенно разошлись, хотя так и не развелись. Их браку не способствовали слухи об отношениях между Браунингом и красивой итальянкой-блондинкой по имени Джиневра, домработницей в Ка-Реццонико, которая также позировала для картин Браунинга. В конце концов Фанни ушла от него. Позже они предприняли попытку возродить свой брак, но она оказалась неудачной.  Браунинг продал Ка-Реццонико в 1906 году и после этого делил свое время между двумя другими домами в Италии, Торре-аль-Антелла, недалеко от Флоренции, и Азоло, местом, тесно связанным с его отцом, который поставил там свою поэму «Пиппа проходит мимо» и написал свою последнюю книгу «Асоландо». В мае 1912 года улица в Азоло была названа Виа Браунинг в честь столетия его отца, и Роберт Браунинг, который на тот момент был уже нездоров, смог в последний раз встать с постели, чтобы присутствовать на чествовании в честь памяти его отца. Это было последнее его публичное выступление.
8 июля 1912 года он умер от сердечного приступа в возрасте 63 лет. Ему устроили пышные похороны, в Азоло, но десять лет спустя Фанни перевезла его тело во Флоренцию. Браунинг умер, не оставив завещания, а коллекция рукописей и памятных вещей его родителей, которую он тщательно собирал в течение многих лет, была продана с аукциона и распространилась по всему свету. Вскоре после этого доктор А. Дж. Армстронг, профессор английского языка в Бейлорском университете в США, получил список проданных предметов и покупателей и попытался приобрести коллекцию. Коллекция Армстронга была основой для коллекции Браунинга Бейлора, которая сейчас находится в библиотеке Армстронга Браунинга в кампусе Бейлора.